# Барсов, Николай Иванович
Никола́й Ива́нович Ба́рсов (1839—1903) — российский богослов, преподаватель и публицист, профессор гомилетики, действительный статский советник. Один из авторов Энциклопедического словаря Брокгауза и Ефрона.

## Биография
Сын священника, родился 21 апреля (3 мая) 1839 года в Лужском уезде Санкт-Петербургской губернии. Первоначальное образование получил в Александро-Невском духовном училище. В 1859 году поступил в Санкт-Петербургскую духовную академию, по окончании которой занял место учителя словесности в Санкт-Петербургской духовной семинарии.
Получил степень магистра богословия, защитив диссертацию «Братья Андрей и Семен Денисовы: Их жизнь и значение в истории раскола». В 1869 году советом Петербургской духовной академии был избран на кафедру пастырского богословия и гомилетики и кафедру эту в звании исправляющего должность ординарного профессора занимал до 1889 года.
Умер 30 марта (12 апреля) 1904 года. Похоронен на Смоленском православном кладбище, могила утрачена.